# Auguste Jean Baptiste Chevalier
Auguste Jean Baptiste Chevalier (Domfront, 23 de junho de 1873 — Paris, 3 ou 4 de junho de 1956) foi um botânico francês.

## Biografia
Sua  família  possuía uma modesta fazenda na Normandia. Fez seus estudos   em  Domfront  e posteriormente em Caen.  Obteve o bacharelato em  1891 e, em 1893, foi incumbido por Elie Antoine Octave Lignier (1855-1916)  para realizar o catálogo dos herbários da Universidade de Caen. Após o seu serviço militar em 1894 obtém, em  1896,  sua licenciatura em ciências naturais, tornando-se assistente do botânico  Charles Eugène Bertrand (1851-1917) na Universidade de Lille.  Em 1897, beneficiado por uma bolsa, entrou no laboratório de botânica de  Philippe Van Tieghem (1839-1914)  do Museu Nacional de História Natural. De  1899 a 1900,  participou de uma missão científica ao  Sudão.
Chevalier obteve seu título de doutor em 1901 e  iniciou numerosas viagens para a  África, para a   Ásia e para a América do Sul. Tornou-se preparador no laboratório de agronomia colonial da Escola Prática de Estudos Avançados  antes de assumir o cargo de subdiretor em 1907 e o de  diretor em 1912.
A partir de 1929 foi professor na cadeira de produções vegetais do museu, cargo que ocupou até a sua aposentadoria em  1946. 
Tornou-se membro da Academia das Ciências  em 1937.

## Obras
- Mission Chari-Lac Tchad, 1902-1904, 1907
- Sudania: Énumeration des plantes récoltées en Afrique tropicale, 1911
- La forêt et les bois du Gabon, 1917
- Les kolatiers et les noix de kola, 1911 ( com Émile Constant Perrot)
- Les iles du Cap Vert : géographie, biogéographie, agriculture . Flore de l'archipel. Muséum national d'histoire naturelle, laboratoire d'agronomie coloniale, Paris 1935.